# Adalbert Stifter

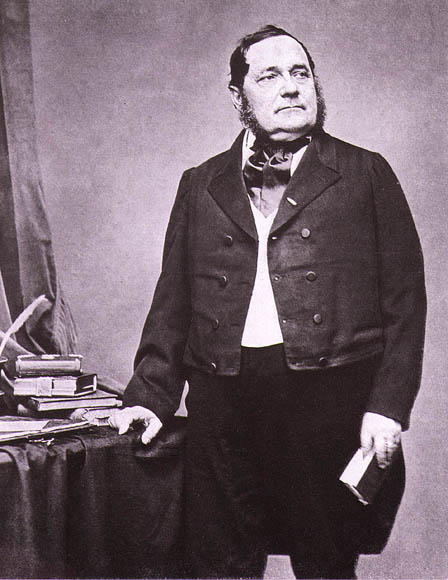
Adalbert Stifter

Adalbert Stifter, Pseudonym Ostade, (* 23. Oktober 1805 in Oberplan, Böhmen, als Albert Stifter; † 28. Jänner 1868 in Linz) war ein österreichischer Schriftsteller, Maler und Pädagoge. Er zählt zu den bedeutendsten Autoren des Biedermeier. Zu seinem Werk zählen Erzählungen und Novellen (unter anderem in seinen Werken Studien und Bunte Steine gesammelt) sowie die längeren Romane Der Nachsommer und Witiko.

## Leben

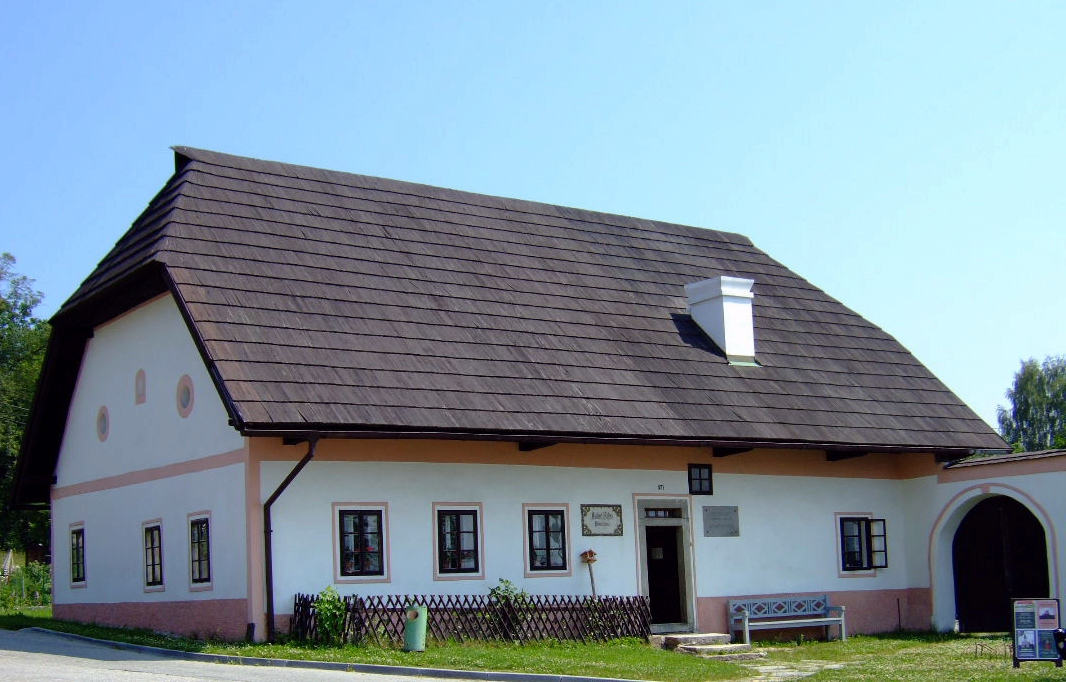
Stifters Geburtshaus in Oberplan

Adalbert Stifter trug anfänglich den Vornamen Albert und wurde am 23. Oktober 1805 als ältester Sohn des zunächst als Leineweber und später als Garnhändler tätigen Johann Stifter und dessen Frau Magdalena (geb. Friepes) in Oberplan an der Moldau (Böhmerwald) (heute Horní Planá/Tschechien) geboren. Der Vater starb, als er 1817 unter einen umstürzenden Flachswagen geriet. Bis der Großvater mütterlicherseits, Franz Friepes, Adalbert 1818 gegen einigen Widerstand auf die Lateinschule schickte, arbeitete der bei der Mutter aufwachsende Stifter vor allem in der Landwirtschaft des väterlichen Großvaters Augustin Stifter, um die kargen Lebensverhältnisse der Familie zu bessern. 1820 heiratete die Mutter den Bäckermeister Ferdinand Mayer. 1825 erkrankte Stifter an den als „echte Blattern“ bezeichneten Pocken.

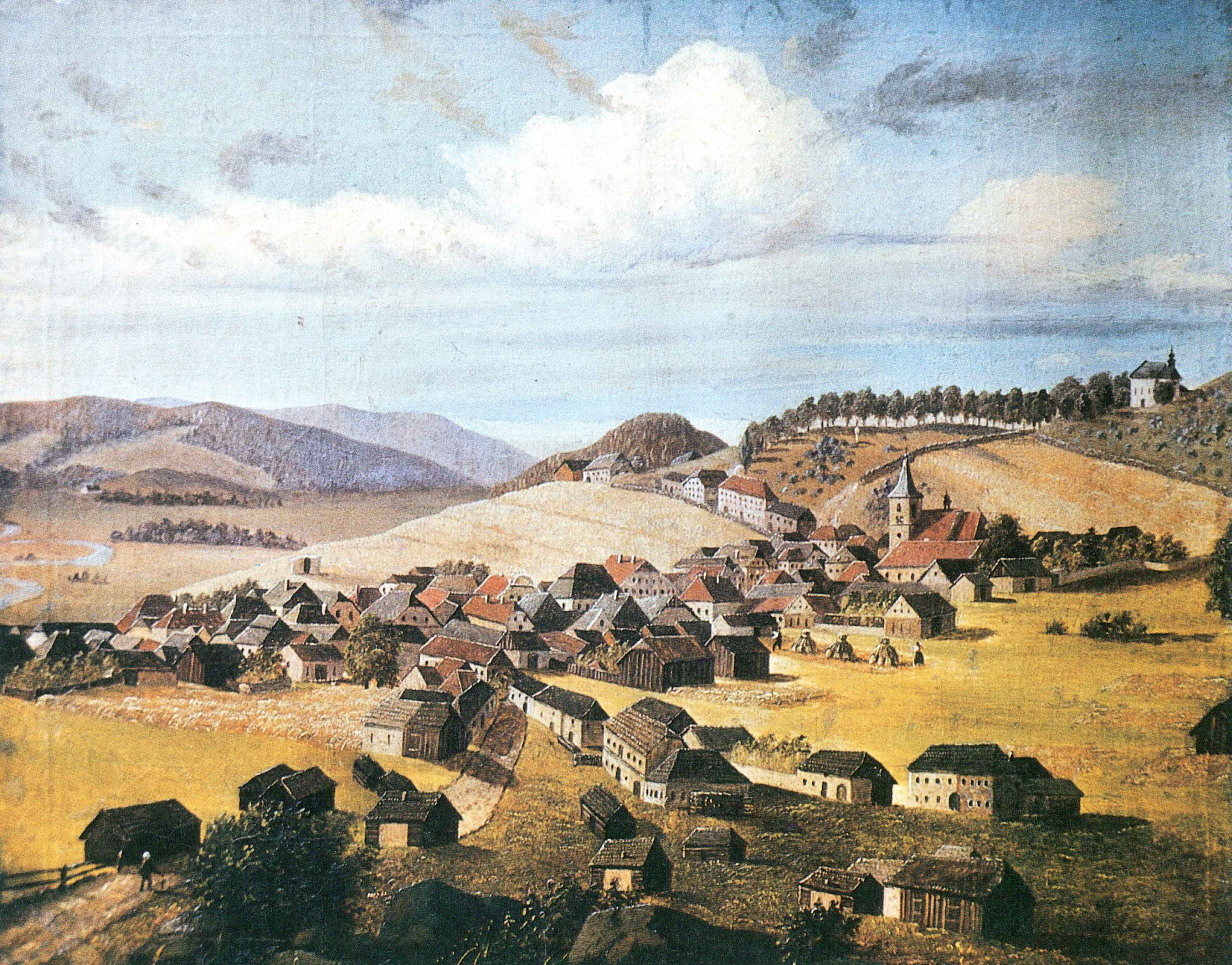
Stifters Ansicht von Oberplan, um 1823

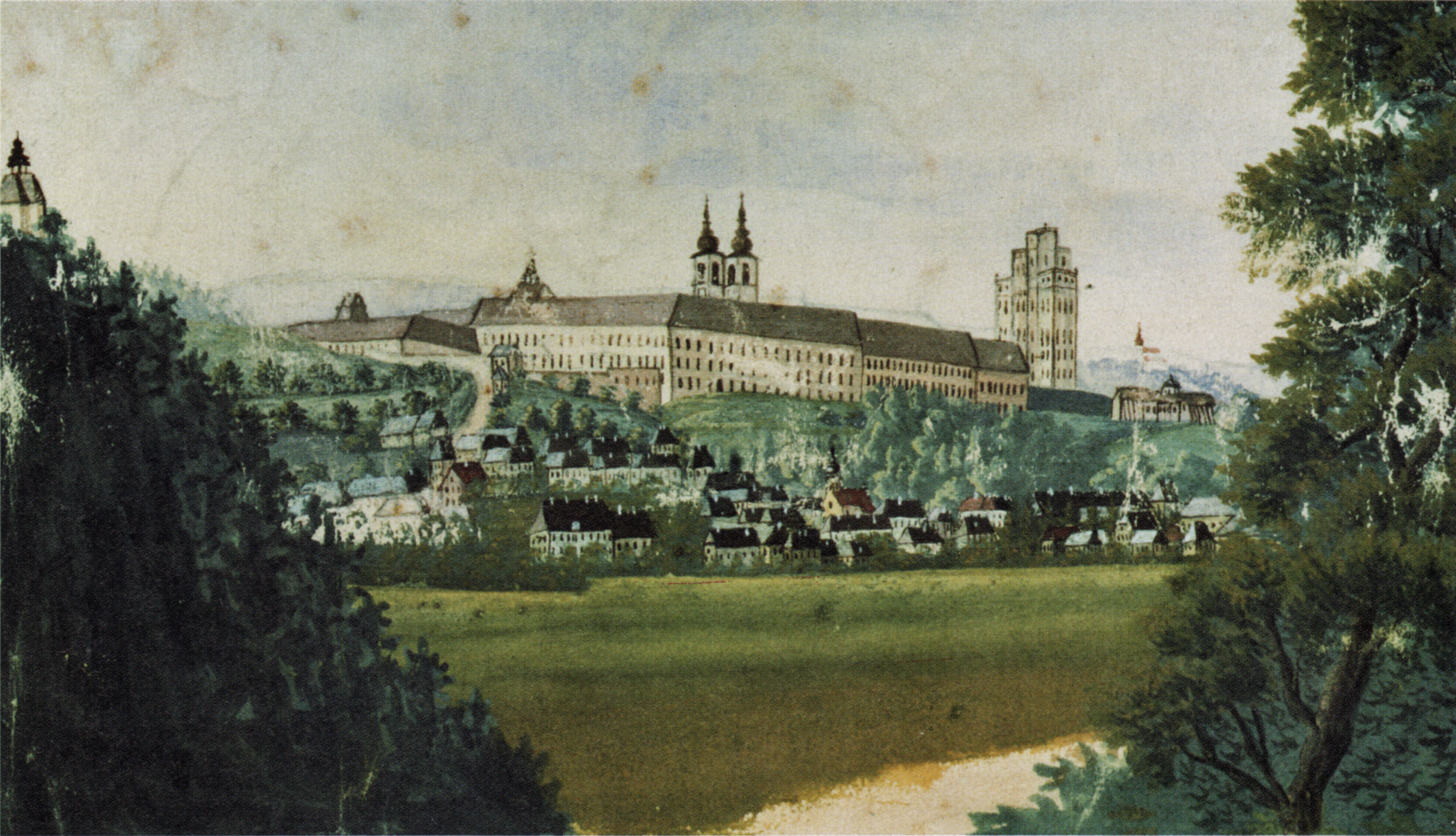
Arbeit des Lateinschülers Adalbert Stifter (Stift Kremsmünster um 1823–1825)

Von 1818 bis 1826 besuchte Stifter das Stiftsgymnasium Kremsmünster der Benediktiner in Kremsmünster. Nach dem sechsjährigen Bildungsweg in den „Grammatikalklassen“ und anschließenden „Humanitätsklassen“ bereitete er sich in den zweijährigen „philosophischen Klassen“ auf das Universitätsstudium vor. Rückblickend auf diese Zeit, die er später als die schönste Zeit seines Lebens beschrieb, äußerte sich der 59-jährige Stifter:

„[…] Dort hatte ich über eine außerordentlich schöne Landschaft hin täglich den Blick auf die blauen Alpen und ihre Prachtgestalten, dort lernte ich zeichnen, genoß die Aufmerksamkeit trefflicher Lehrer, lernte alte und neue Dichter kennen und hörte zum ersten Male den Satz: das Schöne sei nichts anderes als das Göttliche im Kleide des Reizes dargestellt, das Göttliche aber sei in dem Herrn des Himmels ohne Schranken, im Menschen beschränkt; aber es sei sein eigentlichstes Wesen, und strebe überall und unbedingt nach beglückender Entfaltung, als Gutes, Wahres, Schönes, in Religion, Wissenschaft, Kunst, Lebenswandel. Dieser Spruch, so ungefähr oder anders ausgedrückt, traf den Kern meines Wesens mit Gewalt […].“

Die traditionsreiche Bildungswelt des Stifts vermittelte den Schülern die christlichen Glaubensinhalte, orientiert an den Ideen der Aufklärungsphilosophie von Gottfried Wilhelm Leibniz, Christian Wolff und Immanuel Kant. Diese Schul- und Wissenschaftstradition des Stifts verkörperte sich im barocken Gesamtkunstwerk des Wissenschaftsturms mit seinen auf sieben Ebenen nach der Hierarchie des physiko-theologischen Weltbildes geordneten Sammlungen: Naturalia, Scientifica, Mechanica, Artificialia, bekrönt von Sternwarte und Kapelle:

„[Es] fand sich in der Verbindung von Religion, Philosophie, Kunst und Naturwissenschaft jene harmonische Weltschau eindrucksvoll gestaltet, die Stifter in seinem Werk immer wieder beschwört und so zwanghaft wie vergeblich wiederherzustellen versucht.“

1826 nahm er ein Studium der Rechte in Wien auf und erzielte bei den ersten Prüfungen gute Ergebnisse. Sein Studium finanzierte er durch Privatunterricht als Hauslehrer, nachdem er bereits während seiner Schulzeit in Kremsmünster Nachhilfestunden gegeben hatte. In die Zeit seines Studiums fallen auch erste dichterische Versuche (1827), die von Johann Wolfgang von Goethe, Johann Gottfried von Herder und Jean Paul beeinflusst sind. Gleichzeitig verliebte er sich unglücklich in Fanny Greipl (1808–1839), die Tochter eines wohlhabenden Kaufmanns aus Friedberg bei Krumau, die seine Werbebriefe nicht erwiderte. Stifter verfiel in zunehmende Selbstzweifel, die er mit Alkohol zu verdrängen versuchte. Die unglückliche Beziehung zu Fanny belastete auch seine Leistungen an der Universität, sodass er 1830 sein Studium ohne Abschluss abbrechen musste. Dass Stifter überhaupt im bürgerlichen Leben versagte, wird vielfach von einer nostalgischen Stifter-Biographie nicht oder zu wenig wahrgenommen. Allenfalls konnte der umso erfolgreichere Autor als Hauslehrer arbeiten und musste, da er oft in finanziellen Schwierigkeiten steckte, nicht selten seinen Verleger Heckenast um Vorschüsse bitten. Typisch dafür ist auch, dass er einmal zu einem Prüfungstermin ohne triftige Begründung gar nicht erschien. Dass Stifter ab 1851 Schulrat in Linz wurde und später sogar den Titel eines Hofrates verliehen bekam, verdankte er wohl seinen Beziehungen zu Metternich, dessen Sohn Richard er von 1843 bis 1846 als Hauslehrer unterrichtet hatte. Gleichwohl haben sich diese existenziell-bürgerlichen Schwierigkeiten in seinem Werk kaum niedergeschlagen.

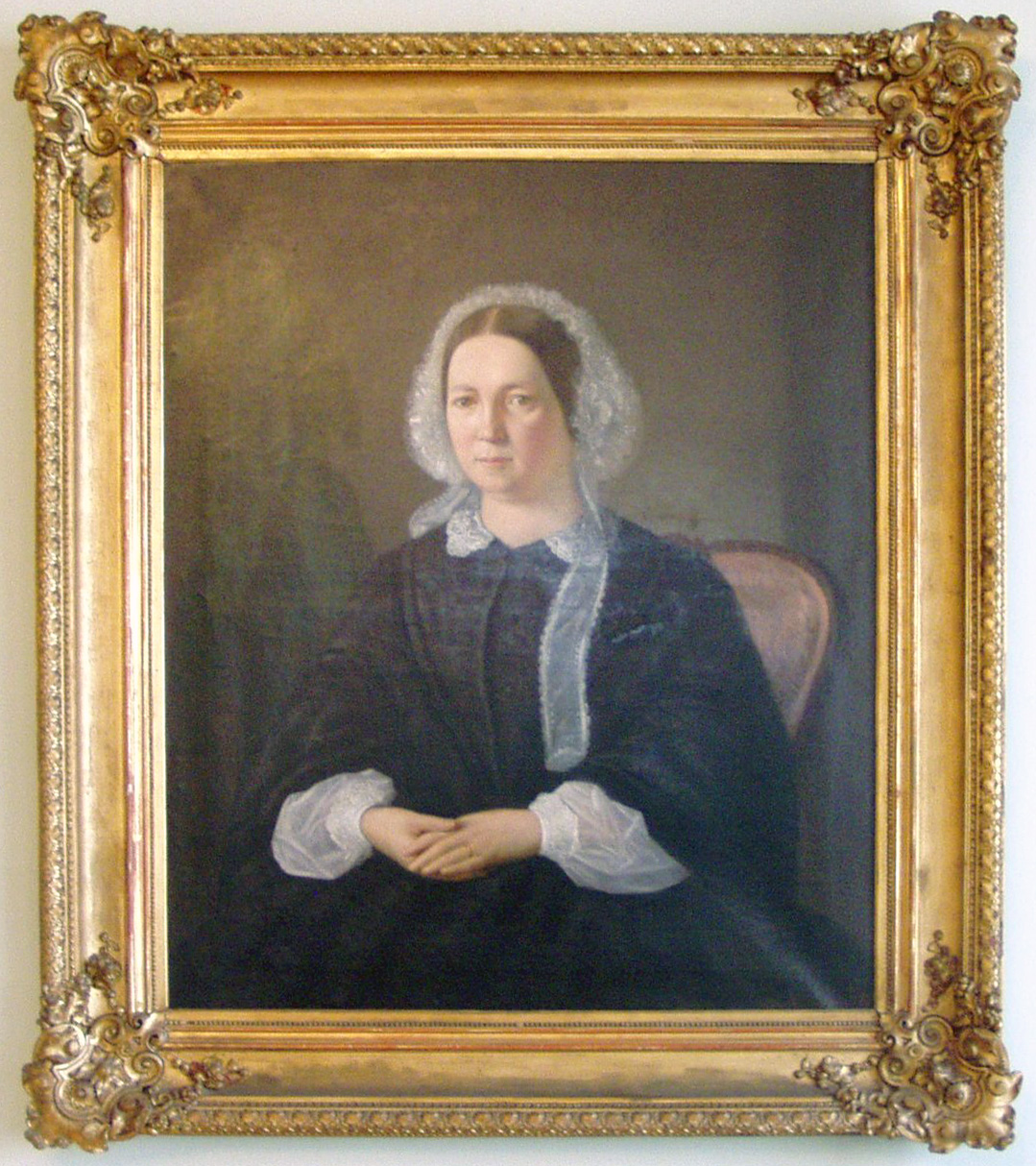
Amalia Mohaupt

Um 1829/30 entstand Stifters erste Prosaarbeit Julius, eine unvollendete Erzählung, in der noch immer das Vorbild Jean Pauls spürbar ist. 1832 und 1833 bemühte sich Stifter erfolglos um amtliche Lehrstellen. Im Februar 1833 brach Fanny die sporadische Beziehung ab. Kurz darauf lernte Stifter die Tochter eines pensionierten Fähnrichs, die Putzmacherin Amalia Mohaupt (1811–1883) kennen: „Der ersten Rose schneller Tod weckt seiner Thränen Lauf, und dort, wo seine Thräne fiel, blüh’n neue Rosen auf“ (Stifter). Nachdem er sich mit ihr verlobt hatte, schrieb er am 20. August 1835 einen letzten Reuebrief an Fanny, in dem er erklärt, nur aus Eifersucht so gehandelt zu haben („so suchte ich, wie es in derlei Fällen immer zu gehen pflegt, in neuer Verbindung das Glück, das die alte erste versagte“). Um 1834/35 dürfte auch Der Condor entstanden sein, der aber erst 1840 zur Veröffentlichung gelangte.
Am 18. Oktober 1836 heiratete Fanny den bei der Bezirksverwaltung in Ried im Innkreis angestellten Cameral-Bezirks-Commissär Joseph Fleischanderl, am 15. November 1837 heiratete Stifter Amalia in Wien, St. Rochus, und versuchte offenbar auf diese Weise, die innere Ordnung seines Lebens wiederherzustellen. Das Paar wurde von materiellen Sorgen geplagt, die in den folgenden Jahren augenfälliger wurden. Amalia wurde als fast verschwendungssüchtig beschrieben, 1837 und 1841 fanden Pfändungen statt. Seine Ehe mit Amalia beschrieb Stifter selbst jedoch als glücklich. Amalia pflegte und umsorgte den häufig kranken Stifter während über dreißig Ehejahren und hielt die Wohnungen in peinlicher Ordnung. Laut seiner Briefe liebte und verehrte Stifter seine Frau und verdrängte die Erinnerung an seine frühere Liebe Fanny.
Um 1836/37 entstanden die Feldblumen, die 1841 veröffentlicht wurden. Noch vor der Eheschließung hatte sich Stifter 1837 um eine Anstellung an der Forstlehranstalt Mariabrunn beworben. 1839 entstanden die ersten wichtigeren Gemälde Blick auf Wiener Vorstadthäuser sowie Blick in die Beatrixgasse und Ruine Wittinghausen. Im selben Jahr starb Fanny bei der Geburt ihres ersten Kindes. 1840 erschien Der Condor in der Wiener Zeitschrift für Kunst, Literatur, Theater und Mode und wurde wohlwollend aufgenommen. Im Jahr 1841 folgte die Erzählung Feldblumen im Almanach Iris nach.
Nach 1841 nahm Stifter wieder die Tätigkeit als Hauslehrer auf und unterrichtete u. a. von 1843 bis 1846 Richard von Metternich, den Sohn des österreichischen Staatskanzlers. Der Pester Verleger Gustav Heckenast, der schon den Condor herausgegeben hatte, begann nun, Stifter zu fördern: Er wurde Herausgeber des Sammelbandes Wien und die Wiener und veröffentlichte 1842 die Erzählung Der Hochwald in der Iris.

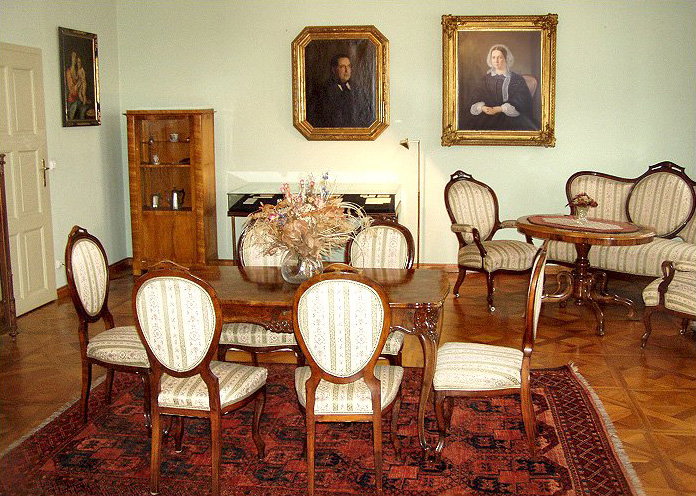
Arbeitszimmer von Adalbert Stifter im Stifterhaus in Linz mit Porträts des Dichters und von Amalia Mohaupt

Es folgten zunächst einige publizistische Arbeiten, bis dann mit Abdias 1842 der literarische Durchbruch gelang, der Stifter auch materiell zunehmende Unabhängigkeit brachte. Es folgten bis 1844 Brigitta und Das alte Siegel, dann Der Hagestolz und Der Waldsteig. 1843 arbeitete er seine ersten Erzählungen um, und schon 1844 konnte der nunmehr vorwiegend schriftstellerisch tätige Stifter seine gesammelten Erzählungen in den ersten Bänden der Studien vorlegen. Während diese ersten Bände schnell Anerkennung fanden, hatte Stifter mit den 1850 erschienenen letzten zwei Bänden der Studien keinen Erfolg mehr. Auch der Dichter Friedrich Hebbel kritisierte die Werke des Neulings nun scharf.

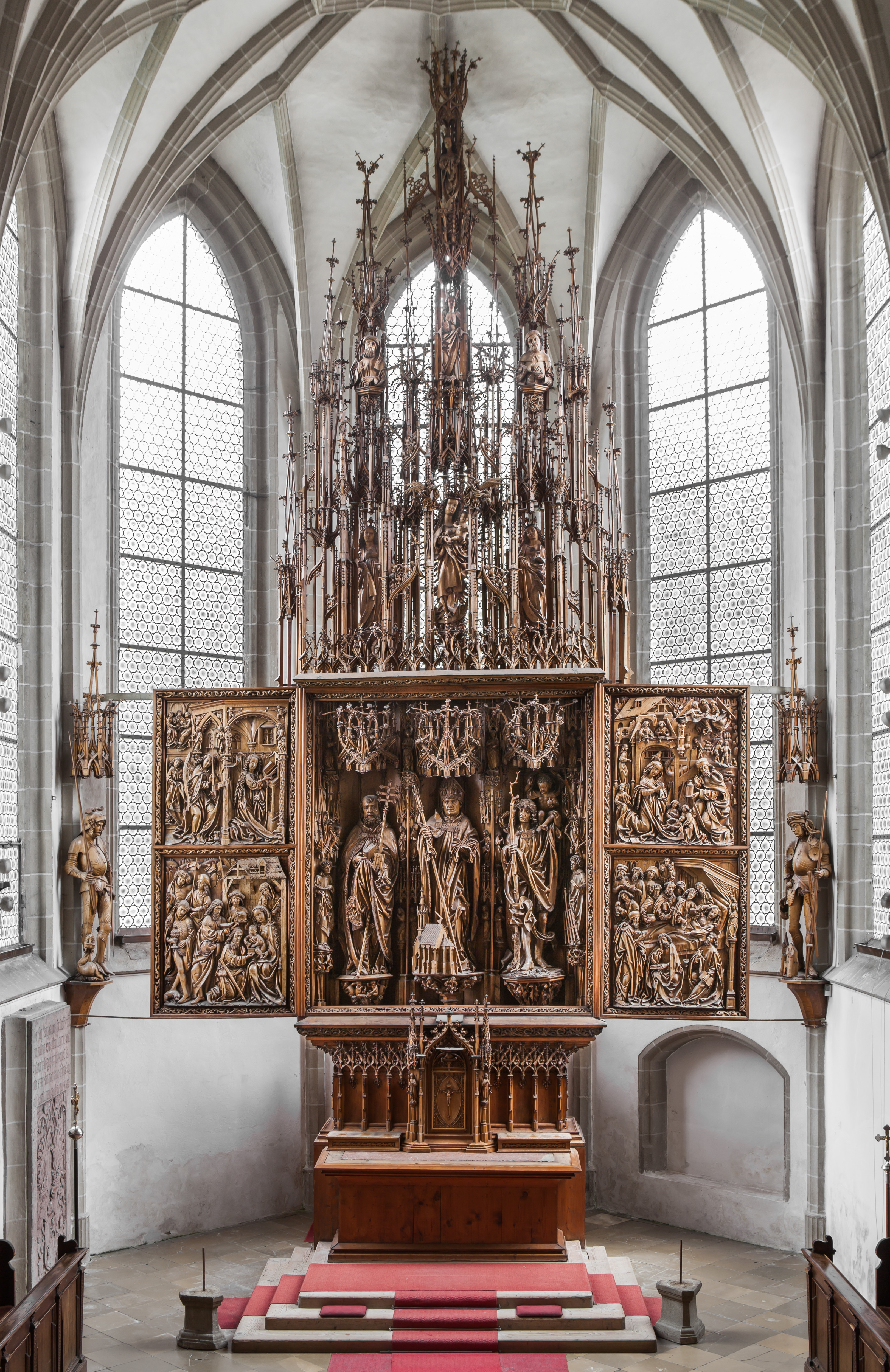
Kefermarkter Flügelaltar

Die Unruhen des Revolutionsjahres 1848 veranlassten Stifter, der als ein Anhänger der revolutionären Bewegung und als der „fortgeschrittenste Liberale“ galt und auch als Wahlmann für die Frankfurter Nationalversammlung fungierte, Wien zu verlassen und nach Linz umzuziehen. Hier veröffentlichte er 1849 die Erzählung Die Landschule, die die Arbeit der Landschullehrer positiv hervorhob. 1850 wurde er selbst, nun wieder zunehmend von finanziellen Sorgen geplagt, zunächst provisorisch und 1853 endgültig zum Schulrat ernannt. Im selben Jahr wurde er auch Landeskonservator für Oberösterreich der k.k. Central-Commission zur Erforschung und Erhaltung der Baudenkmale. Als solcher setzte er sich für die Erhaltung und Restaurierung des Kefermarkter Flügelaltars oder für das Stadtbild von Steyr ein. Während der 1850er-Jahre war er maßgeblich am Aufbau des Oberösterreichischen Kunstvereins und an der Gründung der Oberösterreichischen Landesgalerie beteiligt.
In seiner Tätigkeit als Landesschulinspektor für Pflichtschulen, setzte er sich für eine selbständige Linzer Realschule ein, welche Anfang März 1851 vom Unterrichts- und Kultusministerium generell genehmigt wurde. Am 9. April 1851 erfolgte die Genehmigung für eine Unterrealschule und damit die Gründung der Schule am Standort Steingasse. 1852 folgte eine Oberrealschule.
Die Kinderlosigkeit scheint Adalbert und Amalia Stifter belastet zu haben. Daher nahmen die Stifters Juliane, eine Nichte Amalias, als Ziehtochter auf. Diese riss aber mehrmals von zu Hause aus; nachdem sie auch im Winter 1859 mehrere Tage verschwunden gewesen war, fand man ihre Leiche in der Donau. Ob ihr Tod durch einen Unfall verursacht worden war oder sie sich umgebracht hatte, blieb ungeklärt. Dieser Schicksalsschlag traf die Stifters schwer.
Stifters Gesundheitszustand verschlechterte sich Ende der 1850er Jahre zunehmend. Zur Linderung seines „Nervenleidens“ nutzte er Kuraufenthalte, die er vorwiegend in Kirchschlag bei Linz verbrachte, wo er die gesunde Luft genoss und sich für seine Kurbehandlungen in das „Badhaus“ zurückziehen konnte. In dieser Zeit verzögert sich die Arbeit an seinem historischen Roman Witiko – zum Leidwesen seines Verlegers Gustav Heckenast – um mehrere Jahre. Überdies konnte er sein Lehramt nicht mehr ausfüllen, weswegen er 1866 pensioniert wurde. Durch die Intervention eines Gönners erhielt er zur Pension den Amtstitel Hofrat verliehen.
Stifter galt als übermäßiger Esser und Trinker, was als ursächlich für seine gesundheitlichen Probleme angesehen werden kann. Immer wieder ließ er sich Lahners Frankfurter Würstel von einem Wiener Freund anliefern: „Kaufe mir für das Geld“, schrieb er, „welches in diesem Briefe liegt, so viele so genannte Frankfurter Würstel, als du bekömmst, wenn du vorher die Schachtel bezahlt hast, in die du die Würstel tun musst, damit sie mir überbracht werden. Aber höre und überlege wohl: du darfst die Würstel nur bei kaltem Wetter senden.“ Sein Speisezettel umfasste gewöhnlich täglich sechs Mahlzeiten. So konnte das zweite Frühstück durchaus aus einem Schnitzel mit Erdäpfelsalat bestehen. Das Mittag- und Abendessen bestand aus jeweils drei Gängen. So wird berichtet, dass einmal die Vorspeise aus sechs Forellen und der Hauptgang aus einer ganzen gebratenen Ente bestand. An das Mittagessen schlossen sich Kaffee und eine Jause, gefolgt vom Abendessen, an.
Von den zunehmenden Beschwerden einer Leberzirrhose geplagt, öffnete sich Stifter am 26. Jänner 1868 auf dem Krankenbett mit einem Rasiermesser die Halsschlagader. Er starb zwei Tage darauf, allerdings, wie neuere Biografen gezeigt haben (etwa Petra-Maria Dallinger, die Direktorin des Adalbert-Stifter-Instituts des Landes Oberösterreich in Linz), nicht an den Folgen der Schnittwunde. Sein Suizidversuch blieb in der Todesurkunde unerwähnt, da er als Selbstmörder zur damaligen Zeit nicht in „geweihter Erde“ hätte bestattet werden dürfen. Auf dem St. Barbara-Friedhof in Linz fand Adalbert Stifter seine letzte Ruhestätte.

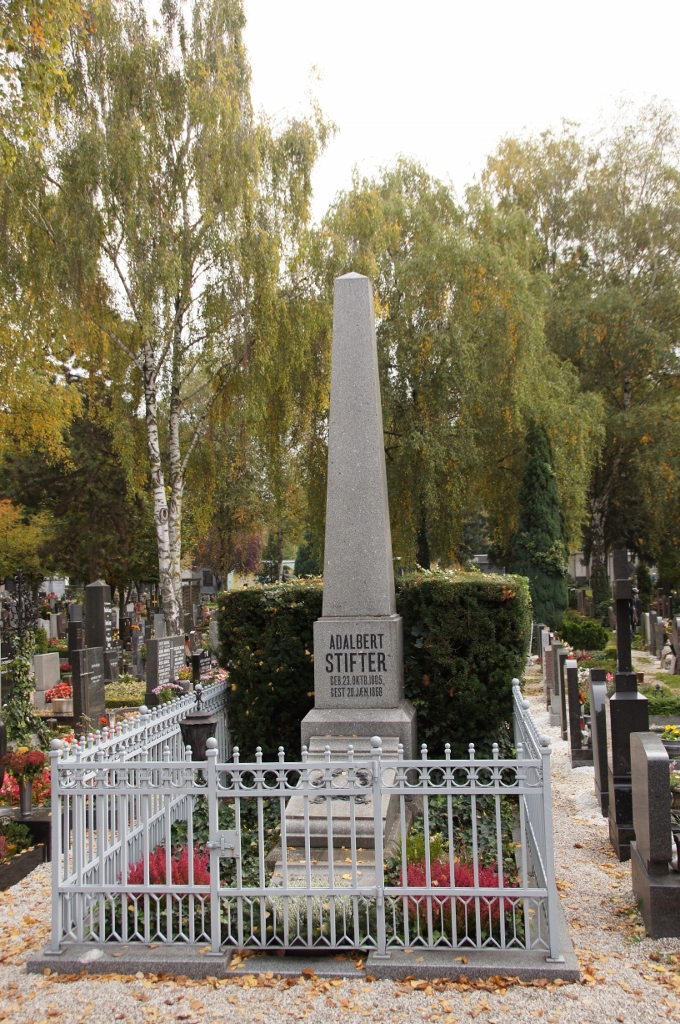
Grab am St. Barbara-Friedhof
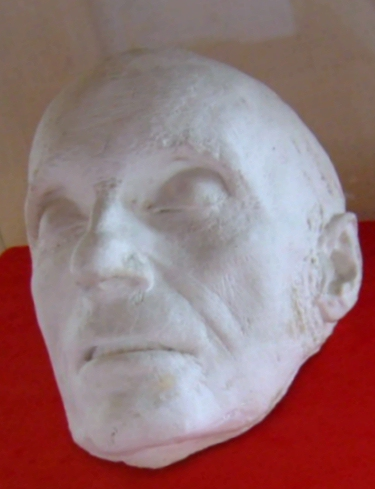
Totenmaske, abgenommen von Josef Rint

## Einordnung des Werkes

### Merkmale der Stifter-Prosa
Adalbert Stifter gilt als Meister der biedermeierlichen Naturdarstellungen. Diese für seine Zeit neuartigen Landschaftsbeschreibungen haben dem naturverbundenen Schriftsteller den zweifelhaften Ruf eines Heimatschriftstellers eingebracht. Bis heute wird ihm nachgesagt, er habe die ländliche Lebenswelt als Idylle idealisiert.
Viele seiner Erzählungen spielen im Mühlviertel, einer Gegend, die bis heute von Dörfern und großen Waldgebieten geprägt ist und zwischen den Flüssen Donau und Moldau im Grenzgebiet von Oberösterreich, Südböhmen und Bayern liegt.
Stifter pflegte als Erzähler einen klaren und scharf beobachtenden Stil. Die genaue und bedachte Sprache und episch breite Naturdarstellungen bewirken eine Entschleunigung der Handlung seiner Erzählungen.

### Resonanz
Sein literarisches Werk stieß gleichermaßen auf Lob und Kritik. Manche seiner Kritiker warfen Stifter vor, seine Figuren seien eigentlich gar keine, sein Werk erschöpfe sich im Darstellen von Natur und Landschaft. Sie empfanden auch seine unausgesprochen das Werk durchwirkende Sittlichkeit als restaurativ. Kritisiert wird außerdem sein weitschweifiger und langatmiger Stil. „Was wird hier nicht alles betrachtet und geschildert“, beschwerte sich schon Hebbel über den Nachsommer, „es fehlt nur noch die Betrachtung der Wörter, womit man schildert, und die Schilderung der Hand, womit man diese Betrachtung niederschreibt …“ Von ähnlichen Kritiken, die den Mangel an „Leidenschaft und Tatkraft“ beklagten und das „Dargestellte altväterisch und beschränkt“ nannten, berichtet auch Hugo von Hofmannsthal in einem Nachwort zu dem Roman.
Zu Stifters Bewunderern zählt dagegen Friedrich Nietzsche, der in Menschliches, Allzumenschliches den Nachsommer (sowie Die Leute von Seldwyla von Gottfried Keller, den ersten Teil der Lebensgeschichte von Johann Heinrich Jung-Stilling und die Aphorismen von Georg Christoph Lichtenberg) neben Johann Wolfgang von Goethe (vor allem dessen Gespräche mit Johann Peter Eckermann) zum „Schatz der deutschen Prosa“ zählt.
Karl Kraus hielt die meisten Schreiber seiner Zeit für völlig bedeutungslos und forderte sie auf, sofern sie noch „ein Quentchen Menschenwürde und Ehrgefühl“ besäßen, sollten sie „vor das Grab Adalbert Stifters ziehen, das stumme Andenken dieses Heiligen für ihr lautes Dasein um Verzeihung bitten und hierauf einen solidarischen leiblichen Selbstmord auf dem angezündeten Stoß ihrer schmutzigen Papiere und Federstiele unternehmen.“
Stifter war in der Zeit des Biedermeier ein gefragter und vielgelesener Modeschriftsteller. Mit der Kritik des Romans »Der Nachsommer« verblasste jedoch sein literarischer Ruhm.
Stifter selbst „gibt nicht das Bild des Idyllikers der Biedermeierzeit“ (Weiss 1924, 108), steht dem Zweifeln und Leiden und Suchen im Abdias näher, lotet Grenzen aus, vermeidet Pathos, vor allem jenes der Revolution. Die Seelenlandschaft des Menschen wird von ihm in der Parallelwelt der Natur gespiegelt. „So verschwindet zu unserer tiefsten Befreiung und Befriedigung die Grenze zwischen dem Menschen in der Landschaft und der Landschaft im Menschen.“ (Weiss 1924, 110). Und dennoch ist Leidenschaft nicht getilgt, sondern im Ursprünglichen sublimiert. Thomas Mann behauptet zwar, „dass hinter der stillen, innigen Genauigkeit gerade seiner Naturbetrachtung eine Neigung zum Exzessiven, Elementar-Katastrophalen, Pathologischen wirksam ist“ (Die Entstehung des Doktor Faustus, 1949). Eine eifernde Leidenschaft, dem „Blitz, welcher Häuser spaltet“ (3/8) gleich, lehnt Stifter jedoch entschieden ab. Joseph von Eichendorff kann deshalb mit Recht von ihm sagen, er habe „nicht eine Spur von moderner Zerrissenheit, von selbstgefälliger Frivolität, von moralisch experimentierender Selbstquälerei“.
W. G. Sebald war von Stifters Werk beeinflusst, monierte aber auch mangelnde Reflexion: „Eine Reinterpretation Stifters wird zunächst von den ebenso irritierenden wie unumgänglichen Sinnkonstruktionen erschwert, die dieser Autor seinen ins Hermetische tendierenden Texten mit naiver Insistenz aufgesetzt hat. Auffällig dabei ist allerdings, daß die positiven Konstruktionen Stifters, etwa seine vielzitierte christliche Demut, sein weltfrommer Pantheismus, die Behauptung der sanften Gesetzmäßigkeit des natürlichen Lebens sowie der rigide Moralismus der von ihm erzählten Geschichten, nirgends in seinem Werk entwickelt oder reflektiert werden.“ Franz Werfel lässt in dem Roman „Der Abituriententag. Die Geschichte einer Jugendschuld“ von 1928 den Ich-Erzähler, den jugendlichen Ernst Sebastian, behaupten, Stifter sei „einer der langweiligsten Schriftsteller der Welt“ und dies mit den „lauter schrecklich gute(n) Menschen bei ihm“ und dem „belehrend(en)“ Grundton begründen (Fünftes Kapitel). Innerhalb der Romanhandlung will der Autor allerdings damit den Lieblingsschriftsteller des von Sebastian zunehmend gequälten und gedemütigten Klassenkameraden Franz Josef Adler demontieren; es bleibt also offen, inwieweit Werfel selbst hinter dieser Meinung stand oder nur ein Klischee verwendete. Peter Handke und Thomas Bernhard fanden dagegen wie Sebald Lob für Stifter, während Arno Schmidt in seinem Essay Der sanfte Unmensch seine Hassliebe für Stifter erklärte. Ilse Aichinger verglich Stifters Prosa mit der Erfahrung einer langen Flugzeug-Reise: Man fliege über einen gleichförmigen Ozean und auch der Himmel sei blau: „Allmählich hat man die Empfindung bekommen, man stünde in der Luft. Da taucht eine Wolke aus dem Himmel auf, diese Wolke neben dem Flugzeug, dieser stille Geschwindigkeitsmesser ist sehr vergleichbar mit Stifters Werk und seinem Verhältnis zu uns.“
Im 21. Jahrhundert machte sich bisher, messbar etwa durch wissenschaftliche Publikationen, ein gesteigertes Interesse an Stifters Werken bemerkbar. Laut Carsten Rast ist gerade Stifters scheinbare Verweigerung vor Veränderungen heute relevant: „Kaum ein Schriftsteller des Realismus hat so konsequent die Globalisierungssignale des 19. Jahrhunderts an der Textoberfläche unterdrückt und gerade auf diese Weise sprachliche Verfahren indirekter Darstellung entwickelt.“ Heribert Prantl sieht Stifter als „Erfinder der spannenden Langsamkeit“, der laut dem Germanisten Christian Begemann in einer beschleunigten Welt als „therapeutischer Entschleuniger“ gelesen werden könne. Der Literaturwissenschaftler und Stifter-Biograf Wolfgang Matz argumentiert, dass Stifter zwar auf manchen Traditionen beharre, er sich aber als moderner Autor erweise, wenn das „Wesentliche des Gehaltes seinen Ausdruck nicht mehr im manifesten Vordergrund des Erzählten, vielmehr in den konstruktiven Konfigurationen des Sprachlichen findet“. Zudem behandele Stifter als erster Autor Menschliches und Nichtmenschliches (wie die Natur) gleichrangig, was einem moderneren Verständnis der Biologie entspreche und ökologisches Bewusstsein zeige.

## Werke im Überblick

### Prosa
- Julius. 1830.
- Der Condor. 1840, 1844
- Feldblumen. 1841.

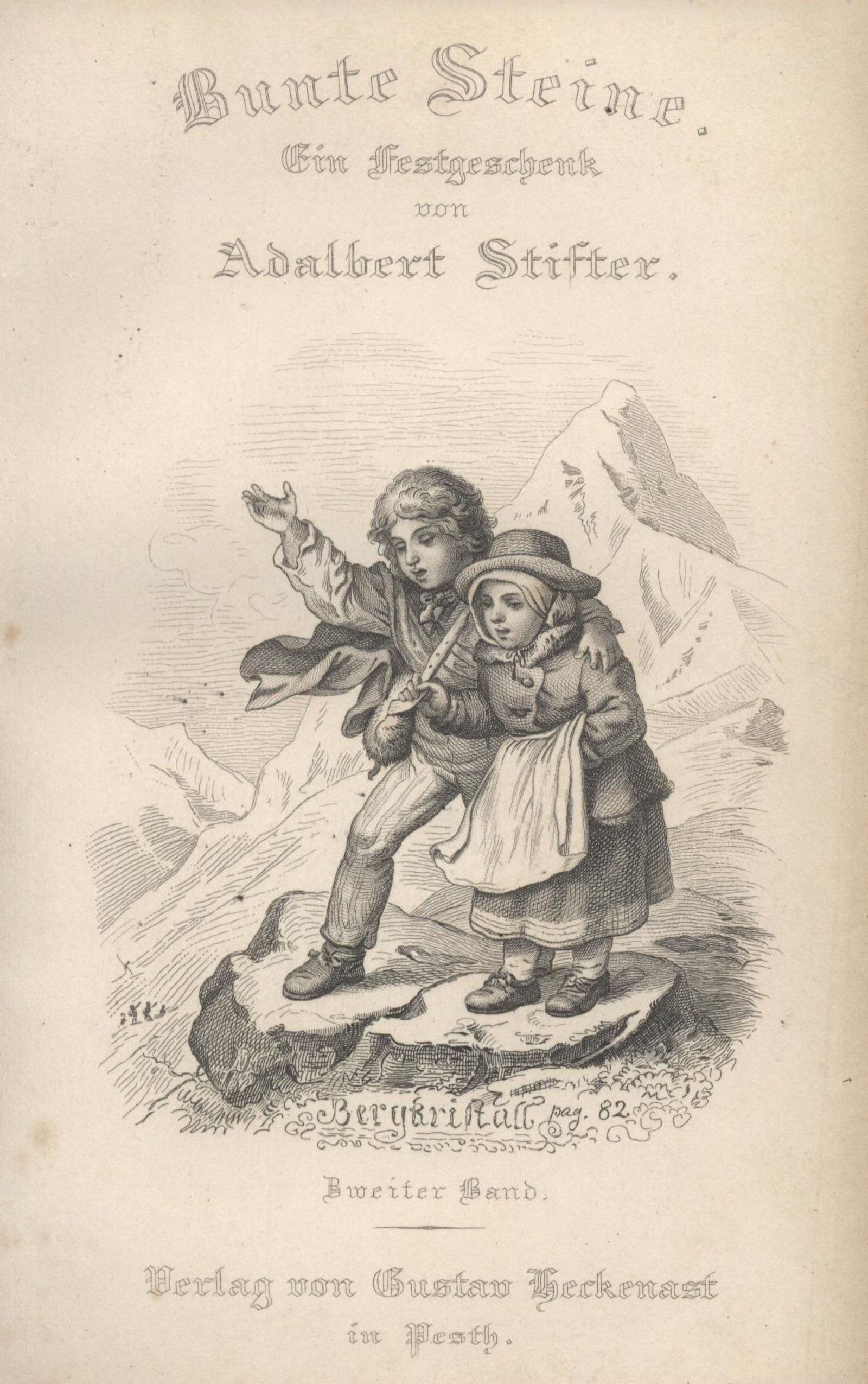
Frontispiz des zweiten Bandes der Bunten Steine mit einer Illustration Ludwig Richters (Erstausgabe)

- Die Mappe meines Urgrossvaters. 1841.
- Das alte Siegel. 1843.
- Die Narrenburg. 1844.
- Studien. 6 Bände, 1844/1847/1850.
  - Das Haidedorf. 1840.
  - Der Hochwald. 1841.
  - Abdias. 1842.
  - Brigitta. 1843.
  - Der Hagestolz. 1845.
  - Der Waldsteig. 1845, 1850
- Der beschriebene Tännling. 1846.
- Der Waldgänger. 1847.
- Der arme Wohltäter. 1848.
- Prokopus. 1848.
- Zwei Schwestern. 1845, 1850.
- Der Pförtner im Herrenhause. 1852.
- Bunte Steine. 2 Bände, 1853 (Band 1, Band 2 – Digitalisat und elektronischer Volltext im Deutschen Textarchiv).

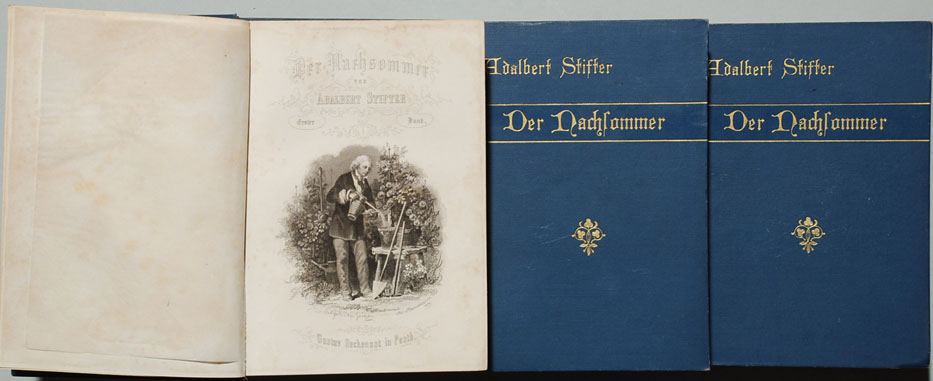
Der Nachsommer, Erstdruck: Original-Verlagseinband, Titelvignette mit dem Freiherrn von Risach

  - Granit.
  - Kalkstein.
  - Turmalin.
  - Bergkristall.
  - Katzensilber.
  - Bergmilch.

- Der Nachsommer. 1857 (Band 1, Band 2, Band 3 – Digitalisat und elektronischer Volltext im Deutschen Textarchiv).
- Die Mappe meines Urgroßvaters In vier Fassungen: 1841/1842, 1847, 1864 und 1867.
- Die Mappe meines Urgroßvaters, Letzte  Fassung, mit einem Nachwort von Alexander Stillmark, Manesse Verlag,  Zürich 1997, ISBN 3-7175-1910-7.
- Nachkommenschaften. 1864.
- Witiko. 3 Bände, 1865–1867.
- Der Kuß von Sentze. 1866.
- Erzählungen. 1869.

### Essays und andere Schriften
- Die Landschule. 1849.
- Über den geschnitzten Hochaltar in der Kirche zu Kefermarkt. In: Jahrbuch des Oberösterreichischen Musealvereines. Jahrgang 13, Linz 1853, S. 1–19 (zobodat.at [PDF; 1 MB]).
- Adalbert Stifter, Johannes Aprent (Hrsg.): Lesebuch zur Förderung humaner Bildung in Realschulen und in andern zu weiterer Bildung vorbereitenden Mittelschulen. Verlag Gustav Heckenast, Pest 1854 (reader.digitale-sammlungen.de Digitalisat).

### Gemälde
- Ruine Wittinghausen. Um 1833–1835 (Wien Museum, Schubert-Geburtshaus).
- Im Gosautal. 1834.
- Der Königssee mit dem Watzmann. 1837, Öl auf Leinwand, 36 × 45 cm (Wien, Österreichische Galerie).
- Blick über Wiener Vorstadthäuser – Beatrixgasse. 1839, Öl auf Holz (Wien, Österreichische Galerie).
- Blick in die Beatrixgasse. 1839 (Wien Museum, Schubert-Geburtshaus).
- Mondlandschaft mit bewölktem Himmel. Um 1850 (Wien Museum, Schubert-Geburtshaus).

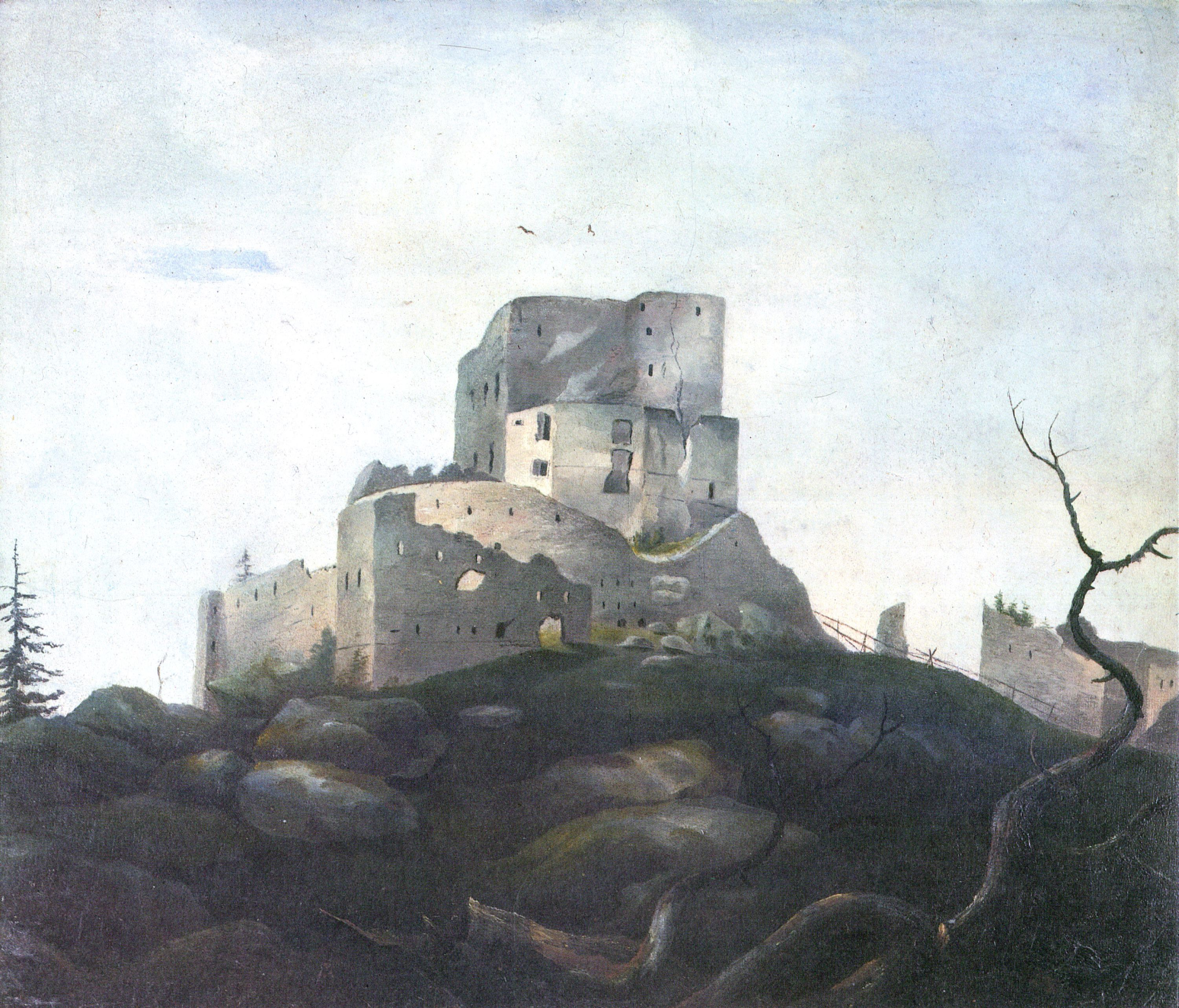
Ruine Wittinghausen (1833/35)
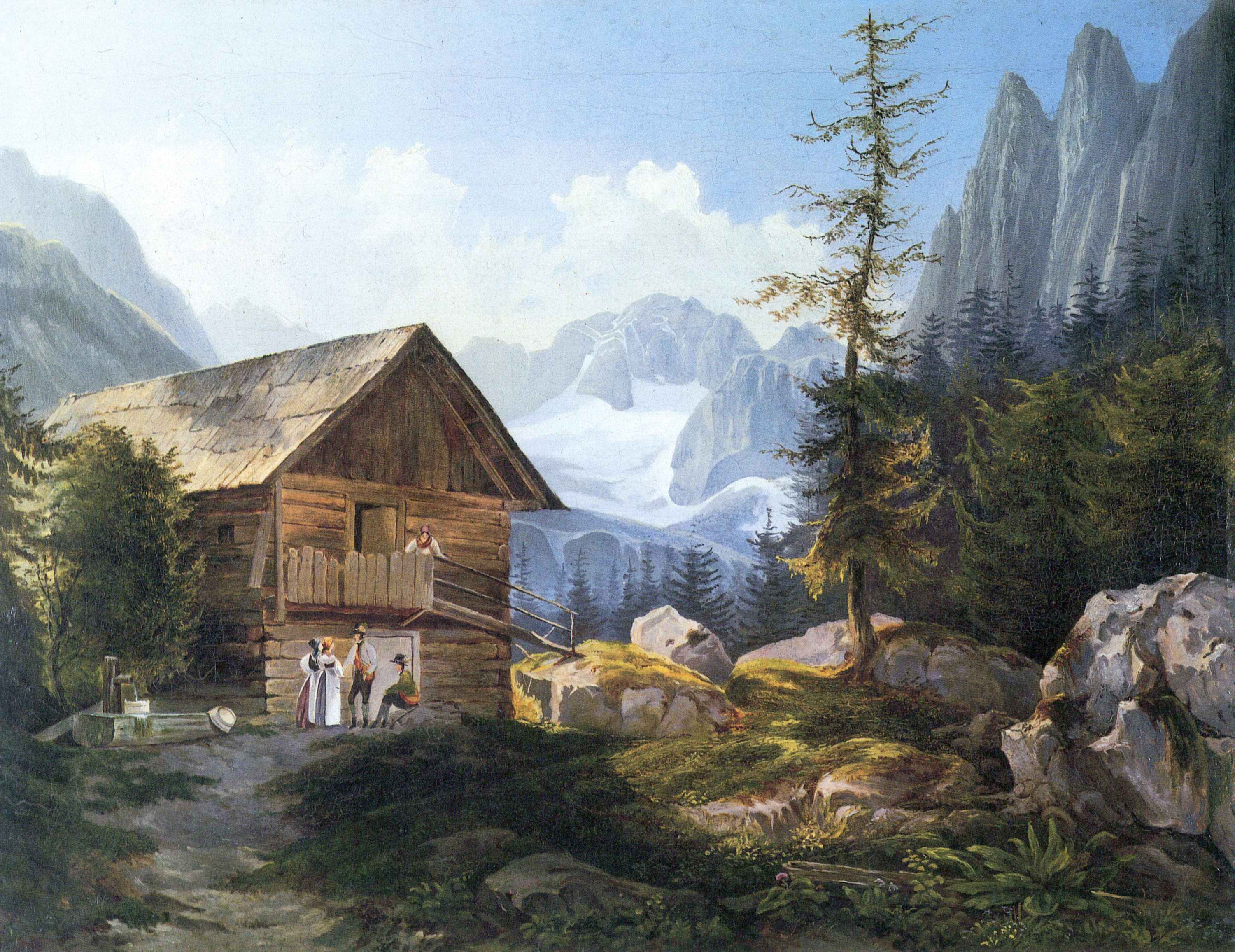
Im Gosautal (Die Holzmeisteralm mit dem Dachstein, gemalt 1834)
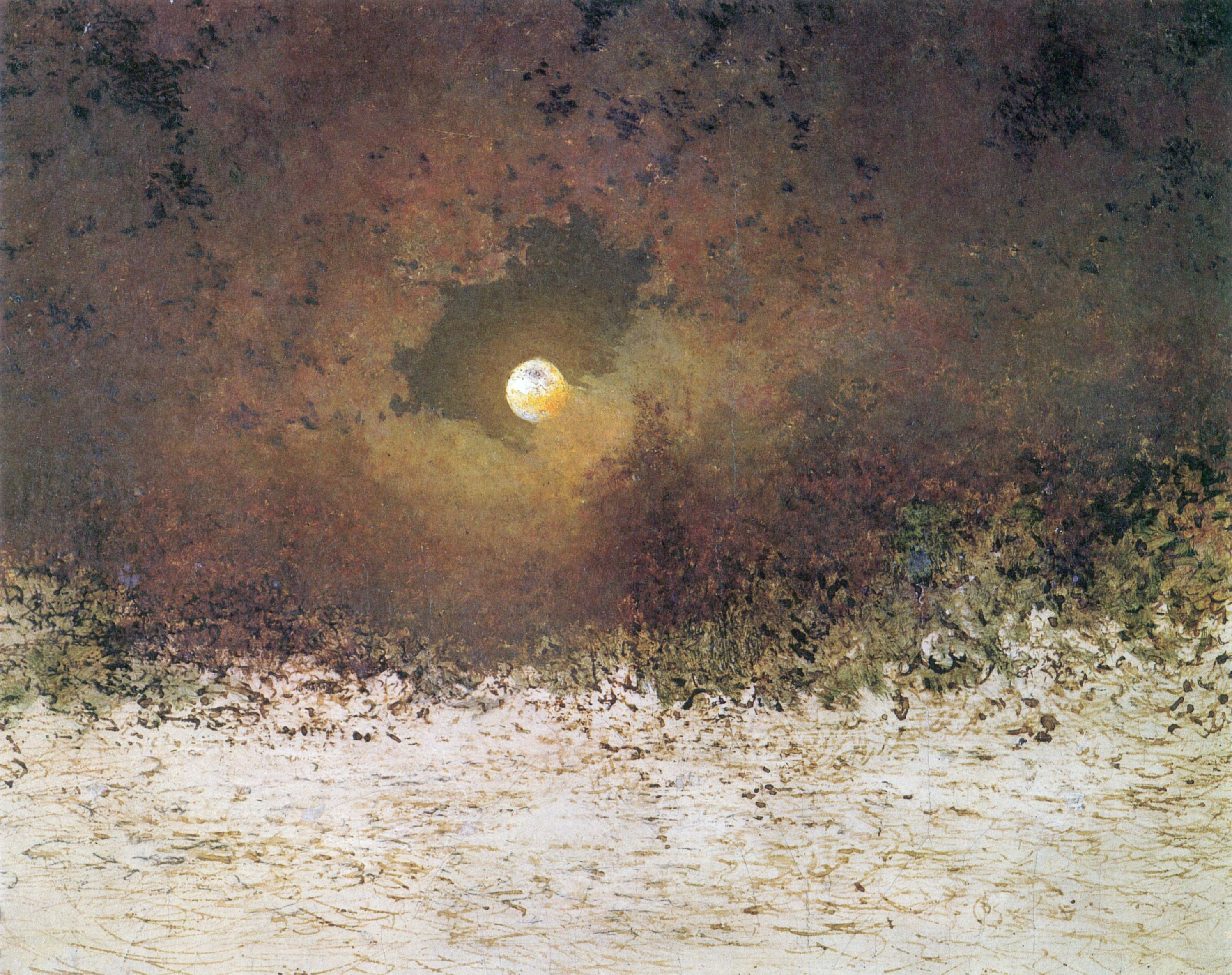
Mondlandschaft mit bewölktem Himmel (um 1850)

### Werkausgaben
- Stifters Werke, Auswahl in 6 Bänden. Bong, Berlin 1900, mit Einführungen, Lebensbild (70 Seiten, Band 1), Erklärungen (110 Seiten, Band 6) (online bei archive.org).
- Adalbert Stifter. Sämtliche Werke. Begründet und herausgegeben von August Sauer. Fortgeführt von Franz Hüller, Gustav Wilhelm u. a. Prag: Calve 1904ff., Reichenberg: Kraus 1925ff., Graz: Stiasny 1958ff., 25 Bände (Reprint: Hildesheim: Gerstenberg 1972), bekannt als Prag-Reichenberger Ausgabe (PRA).
- Sämtliche Erzählungen nach den Erstdrucken. Zwei Bände. Herausgegeben von Wolfgang Matz, 2005.
- Werke und Briefe. Historisch-kritische Gesamtausgabe. Im Auftrag der Kommission für Neuere deutsche Literatur der Bayerischen Akademie der Wissenschaften hrsg. von Alfred Doppler, Wolfgang Frühwald und seit 2001 Hartmut Laufhütte, Verlag W. Kohlhammer, Stuttgart 1978 ff. Dazu: Entstehung, Editionsrichtlinien und editorische Problemstellungen. In: Sichtungen 3 (2000).

### Hörbücher
- Adalbert Stifter: Wanderungen durch Böhmen und Bayern. Landschaftsbilder aus „Das Heidedorf“, „Der Hochwald“ und „Witiko“. Unterlauf & Zschiedrich Hörbuchverlag, Berlin 2006, ISBN 978-3-934384-31-6.
- Adalbert Stifter: Der Hagestolz. Eine Rezitation mit musikalischer Untermalung von Philipp Hochmair, Fritz Rainer und Hanns Clasen, 2023[27][28]

## Würdigung

### Vereine, Museen, Projekte
Stifters Leben und Wirken im Grenzbereich zwischen deutsch- und tschechischsprachiger Kultur ließ Adalbert Stifter zum Namenspatron einiger verbindender Projekte werden.
| Gründungsjahr | Ort           | Beschreibung | Abbildung                                              |
| ------------- | ------------- | --- | ------------------------------------------------------ |
| 1918          | Wien          | Am 28. Jänner 1918, Stifters 50. Todestag, gründete der Oberösterreicher Hugo Schoeppl in Wien die Adalbert Stifter-Gesellschaft. Den Grundstock der Sammlung an Gemälden und Zeichnungen Stifters bildete eine Widmung des Freiherrn Bachofen von Echt d. Ä. im Jahr 1922. Ab 1952 befanden sich die Exponate in der Beethoven-Gedenkstätte im Pasqualati-Haus auf der Mölkerbastei, seit 1996 sind sie im Schubert-Geburtshaus in der Nußdorfer Straße ausgestellt.                                    |                                                        |
| 1947          | München       | Seit 1947 engagiert sich der Adalbert-Stifter-Verein in München, das Erbe der deutschsprachigen Kunst und Kultur in Böhmen zu erhalten. Seit 2001 ist hier auch das offizielle deutsch-tschechische Kulturinstitut angesiedelt, das den kulturellen Austausch zwischen Deutschland, Österreich und Tschechien fördert und unterstützt. |                                                        |
| 1949 (–2013)  | Leichlingen   | Die am 27. März 1949 vom Leverkusener Rektor Josef van Heukelum († 2009) gegründete Rheinische Adalbert-Stifter-Gemeinschaft wurde 1962 nach Leverkusen verlegt und nach Heukelums Tod nach 64-jährigem Bestehen im Jahr 2013 aufgelöst. Der Nachlass von rund 3000 Stifter-Büchern kam ins Stifter-Museum in Schwarzenberg bzw. zur Wiener Stifter-Gesellschaft. |                                                        |
| 1950          | Linz          | Das 1950 gegründete Adalbert-Stifter-Institut des Landes Oberösterreich ist seit 1956 im ehemaligen Wohnhaus des Dichters in Linz untergebracht, das im Jahr 1993 als Stifterhaus neu eröffnet wurde. Es beherbergt das Oberösterreichische Literaturmuseum und ist Veranstaltungsort für diverse Literaturausstellungen. Im Mai 2005 wurde das Literaturmuseum im StifterHaus zum Museum des Monats ernannt. Daneben heißt auch der Große Kulturpreis des Landes Oberösterreich Adalbert-Stifter-Preis. |                                                        |
| 1952          | Augsburg      | Der Adalbert-Stifter-Verein Augsburg feierte 1992 sein 40-jähriges Bestehen |                                                        |
| 2002          | Kirchschlag   | Die Gesellschaft Adalbert Stifter setzt sich für die Erhaltung der Stiftervilla im Luftkurort ein. Organisiert werden kulturelle Veranstaltungen, deren Erlöse in dieses Vorhaben fließen. Das generalsanierte Haus wurde am 24. Juni 2018 neu eröffnet. Ein weiteres Ziel ist die Gestaltung einer Dauerausstellung über das Leben und Werk Stifters im Keller der Villa. |                                                        |
| 2003          | Oberplan      | Im Jahr 2003 hat Stifters Heimatort Oberplan ein Adalbert-Stifter-Zentrum eröffnet. In diesem Begegnungs- und Studienzentrum soll die kulturelle Bindung zwischen Österreich, Tschechien und Deutschland vertieft werden. |                                                        |
| 2005          | Schwarzenberg | Das Heimat- und Stiftermuseum Schwarzenberg ist in der historischen Volksschule des Ortes untergebracht. Das Obergeschoß, das während Stifters Zeit als Amtsrat aufgestockt wurde, ist seit 2005 dem Dichter und seiner pädagogischen Arbeit als beamteter Schulinspektor gewidmet. Das Museum wurde 40 Jahre lang vom Kulturring Schwarzenberg betreut, der sich allerdings 2018 auflöste. |                                                        |
| 2012          | Stausee Lipno | Am 2. Juni 2012 wurde ein Ausflugsschiff mit den Namen Adalbert Stifter auf dem Lipno-Stausee in Dienst gestellt. |                                                        |
| 2014          | Neureichenau  | Im Rosenbergergut in Lackenhäuser, Gemeinde Neureichenau, wo Stifter zwischen 1855 und 1866 im ersten Obergeschoß des sogenannten Ladenstöckl sechsmal längere Zeit und insgesamt mehr als ein Jahr gastierte, befanden sich schon länger zwei Gedenkräume. Im Jahr 2014 richtete die Bayerwaldgemeinde darin das dreigeschoßige Museum „Adalbert Stifter und der Wald“ ein. | Das Ladenstöckl im Rosenbergergut in Lackenhäuser 2018 |

### Denkmäler und Gedenktafeln
| Jahr | Ort                            | Beschreibung | Abbildung |
| ---- | ------------------------------ | --- | --------- |
| 1877 | Nová Pec (Plöckenstein)        | Da 1871 auf dem Grab Stifters in Linz ein Obelisk errichtet wurde, beschloss man den Bau eines ähnlichen, aber wesentlich größeren Denkmals über dem Plöckensteiner See. Das von Architekt Heinrich Ferstel geschaffene Denkmal wurde am 26. August 1877 eingeweiht. Während des Kalten Krieges war das Denkmal im Grenzstreifen der damaligen Tschechoslowakei zu Österreich und Deutschland jahrzehntelang für die Öffentlichkeit nicht erreichbar. |           |
| 1902 | Linz                           | Am 24. Mai 1902 wurde das vom Wiener Bildhauer Johann (Hans) Rathausky geschaffene Stifterdenkmal auf der Linzer Promenade vor den ehemaligen Amtsräumen Stifters im Linzer Landhaus enthüllt. Auf einem Granitfelsen, der aus dem Böhmerwald herbeigebracht wurde, sitzt die lebensgroße Figur des Dichters, die rechte Hand in den Schoß gelegt, der linke Arm auf dem Felsensitz aufruhend, neben ihm Mantel und Hut. |           |
| 1906 | Wien-Penzing (Hinter-Hainbach) | 1906 bildete sich in Wien unter Vorsitz des Buchhändlers Heinrich Kirsch ein Komitee für den geplanten Gedenkstein in Hinter-Hainbach an der Sofienalpenstraße, der die bis dahin dort an einem Baum vorhandene Blechtafel ersetzen sollte; Stifter schuf hier 1834/35 die Erzählung Feldblumen. Das in den unbehauenen Kalksteinblock eingelassene Porträt Stifters stammt von Hans Rathausky, die Steinmetzarbeiten übernahm der Bildhauer Leopold Schäftner. Die Enthüllung in Anwesenheit der Vizebürgermeister Josef Neumayer und Heinrich Hierhammer fand am 10. Juni 1906 statt. Nachdem das Bronzerelief am 20. Oktober 1906 gestohlen worden war, wurde am 25. April 1908 ein neues Bronzebildnis von Rathausky angebracht. |           |
| 1906 | Horní Planá (Oberplan)         | 1903 wurden in Oberplan im Hinblick auf das Gedenkjahr 1905 ebenfalls bei Johann Rathausky Vorarbeiten für ein Denkmal in Auftrag gegeben. „Dem Wiener Unterrichtsministerium hat jedoch der Denkmalentwurf nicht sonderlich gefallen. So erhielt der akademische Bildhauer Karl Wilfert der Jüngere aus Eger einen neuen Auftrag, und das von ihm geschaffene Denkmal wurde am 26. August 1906 unter Anteilnahme von rund 6000 Festgästen, darunter über 100 Vereinen, feierlich enthüllt.“ |           |
| 1919 | Wien-Währing                   | Am 23. Jänner 1919 wurde das von Karl Adolf Bachofen von Echt ermöglichte und von Karl Philipp geschaffene Adalbert-Stifter-Denkmal im Türkenschanzpark enthüllt. |           |
| 1928 | Frymburk (Friedberg)           | 1913 bildete sich auf Anregung des in Friedberg tätigen Redakteurs Hans Preitschopf ein Ausschuss zur Errichtung eines Denkmals, der zuerst Spendenaufrufe verfasste. Durch den Ausbruch des Ersten Weltkriegs und der 1918 folgenden Gründung der Tschechoslowakischen Republik konnte das Vorhaben erst in den 1920er Jahren fortgesetzt werden. Die Enthüllung fand am 15. August 1928 in Anwesenheit von Verwandten Stifters, der letzten Nichte Frieda Maier und des Großneffen Ing. Adalbert Stifter mit Familie statt. Das Denkmal, ein Bronzerelief von Hans Rathausky, erhebt sich am Marktplatz an der Stelle des von den Tschechen beseitigten Denkmals für Kaiser Joseph II., gegenüber dem Greipl-Haus, wo Stifter häufig seine Jugendliebe Fanny Greipl besuchte. An die Liebesgeschichte erinnert noch die Grabplatte von Fannys Eltern an der Kirchenwand in Richtung zur Fähre. |           |
| 1932 | Kirchschlag bei Linz           | Das Denkmal zur Erinnerung an die mehrmaligen Aufenthalte Stifters in Kirchschlag, die Anlass zu seinem Werk Winterbriefe aus Kirchschlag (1866) waren, ist ein nach dem Entwurf von Leopold Forstner gestaltetes Granitoval, das von einem Keramikkranz von des Bildhauers Willi Bormann umrahmt ist; die Steinmetzarbeiten führte die Firma Poschacher aus. Die vom Oberösterreichischen Volksbildungsverein gestiftete Gedenktafel wurde an der Südwand der Kirche angebracht und am 4. September 1932 enthüllt, eine Festrede hielt der Vorstand der Stifter-Gesellschaft Wien Max Jaffé. Die Inschrift lautet: Adalbert Stifter Zum Gedächtnis seines Aufenthaltes in Kirchschlag in den Jahren 1865, 1866, 1867. Errichtet 1932 vom o.ö. Volksbildungsverein zur Feier seines 60jährigen Bestandes |           |
| 1954 | Walhalla                       | Auf Antrag der sudetendeutschen Ackermann-Gemeinde wurde eine Büste des Dichters am 26. September 1954 durch bayerischen Ministerialbeschluss in die Walhalla aufgenommen. Sie stammt von Otto Herbert Hajek und erfuhr neben Anerkennung heftige Kritik und Polemik. In Erwartung schlichter und biederer Züge verstörte die glatte Form durch „streng minimalistisch gehaltene, Emotionen und Altersspuren eliminierende“ Formgebung. Ein Beitrag im Jahrbuch 1996 des Adalbert Stifter Institutes Linz betont, Hajek sei den Normierungen der Walhalla-Büsten gefolgt: „Er stilisierte Stifter in die monumentale Glätte bis zur geometrischen Unkenntlichkeit“. Stifter selbst hatte sich mit der Walhalla nicht anfreunden können. Aus einem Brief an seinen Verleger Gustav Heckenast vom 7. Juli 1865: „Wir fuhren am Donnerstag nach Regensburg. Die Walhalla mochte ich dieses Mal gar nicht besehen; ihr Besuch hat mir vor Jahren Tränen gekostet, jetzt hätte ich Ingrimm gefühlt. Dieses Vergöttern der Toten die man im Leben gekreuzigt hat und noch immer kreuzigt, ist zu empörend und ekelhaft.“ |           |
| 1968 | Ellwangen                      | Am Rettersweiher im Galgenwald befindet sich der 1968 errichtete Adalbert-Stifter-Stein mit Gedenktafel. |           |
| 1969 | Gersthofen                     | Zur Stadterhebung von Gersthofen 1969 wurde in der Adalbert-Stifter-Siedlung ein Stifter-Gedenkstein enthüllt. |           |
| 1982 | München                        | Das von dem im Böhmerwald geborenen Künstler Leopold Hafner geschaffene Adalbert-Stifter-Denkmal steht am Böhmerwaldplatz in München-Bogenhausen. |           |
| 1989 | Triest                         | Gedenktafel in Triest, wo sich Stifter im Juni 1857 aufhielt |           |

### Schulen
Mehrere Schulen wurden nach Stifter benannt, so z. B. in Bozen (Südtirol), Grundschulen in Erlangen, Forchheim, Fürth, Heusenstamm, Neugablonz und Würzburg, Realschulen in Heidenheim an der Brenz, München und Schwäbisch Gmünd sowie Gymnasien in Castrop-Rauxel, Linz und Passau.

### Straßen

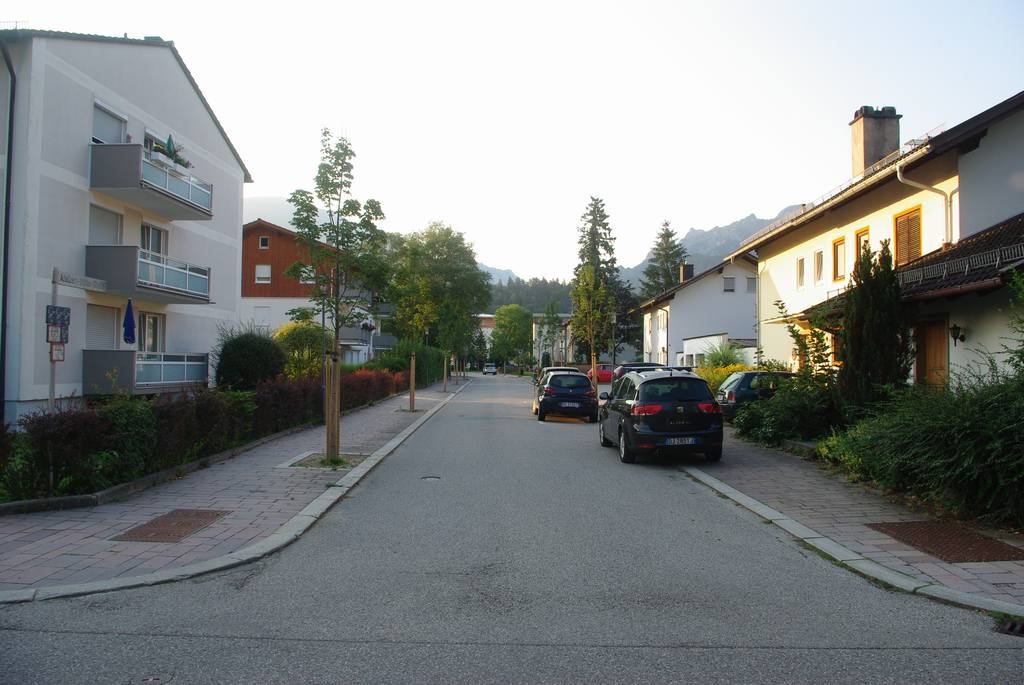
Adalbert-Stifter-Straße in Bad Reichenhall

Die wohl älteste Adalbert-Stifter-Straße Deutschlands befindet sich im Münchner Stadtteil Bogenhausen, im Herzogpark. Thomas Mann erzählt in seinem Werk Herr und Hund, wie er mit seinem Hund Bauschan spazieren geht: „Da ist eine Gellert-, eine Opitz-, eine Fleming-, eine Bürger-Straße, und sogar eine Adalbert-Stifter-Straße ist da, auf der ich mich mit besonders sympathischer Andacht in meinen Nagelschuhen ergehe.“
Die Straßenbenennungen galten für die Adalbert-Stifter-Gesellschaft Wien als gleich bedeutsam wie Denkmalsenthüllungen oder Erinnerungstafeln an einstigen Stifter-Wohnstätten, waren jedoch bis 1945 zunächst eher selten. Der erste Adalbert-Stifter-Almanach (1937) erwähnt lediglich eine Straßenbenennung in Linz (1869) – wo auch ein nach ihm benannter Platz besteht – sowie eine weitere in Wien (1899). Erst mit der Neuansiedlung der Vertriebenen in Österreich und vor allem in Bayern wuchs die Zahl in „mehrfach belegten Kombinationen mit Sudeten- und Joseph von Eichendorff-Straßen“. Dabei sei es weniger um eine literarische Würdigung gegangen: „Die Patrone der verlorenen Heimat sollten das Einleben in den Neubaugebieten der Zufluchtsorte erleichtern.“ Ähnliches gilt für Wohnanlagen und deren Platzgestaltung. Zum Beispiel gibt es in Gersthofen die Adalbert-Stifter-Siedlung mit dem Stifter-Platz, auf dem ein Denkmal zu Ehren Adalbert Stifters errichtet ist.

### Sonstiges
- Die Adalbert-Stifter-Medaille ist ein Literatur-Förderungspreis im Rahmen des Österreichischen Staatspreises für Literatur.
- Der Adalbert-Stifter-Preis ist ein Kulturpreis des Landes Oberösterreich für Literatur.
- Im Stifter-Archiv der Nationalbibliothek der Tschechischen Republik (Clementinum) befinden sich 559 Briefe Stifters.[57]
- Im Stift Schlägl wurde zum 200. Geburtstag des Dichters der Stiftergarten eingerichtet. Er zeigt Elemente, die in Adalbert Stifters Naturbeschreibungen eine besondere Rolle spielen.